# 佐藤由美子 (パーソナリティ)
佐藤 由美子（さとう ゆみこ）は、元青森放送のパーソナリティ・ローカルタレント。北海道出身。1980年代中頃に「ミス･りんごの花」に選ばれ、それがきっかけで青森放送のパーソナリティとなる。

## 人物
- 青山良平と共におはようほっとスタジオで司会を務めた。この番組では彼女はNGシーン[1]を連発し、NNSのハプニング大賞では常連であった。また、同番組の企画として1994年5月28日[2]日本テレビ系列で放送の第42回欽ちゃんの仮装大賞に青山とともに出場した。他にもサタデー夢ラジオや出会いふれあい生テレビなどの番組、ヤマモト食品のテレビCMにも出演した。
- 1999年出産のため担当していたすべての番組を降板し休養に入ったが、出産後も復帰せず、事実上の引退状態となっている。

出演番組
- おはようほっとスタジオ
- サタデー夢ラジオ
- 出会いふれあい生テレビ